# Cholera (Gericht)

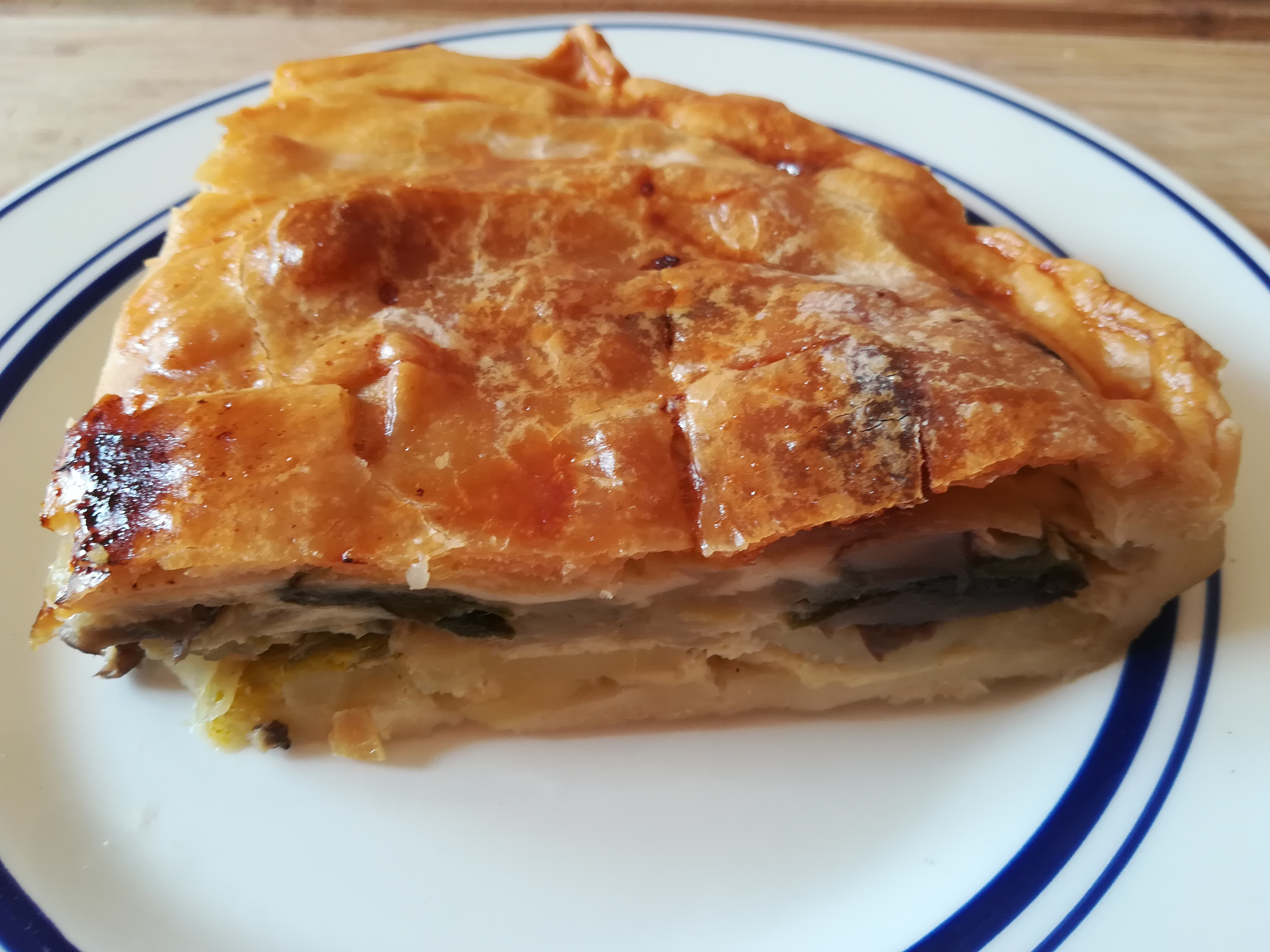
Walliser Cholera

Cholera, lokal im Goms Chouera ausgesprochen, ist ein Gemüsekuchen mit Lauch, Kartoffeln, Käse und Äpfeln, der im Schweizer Wallis zubereitet wird. Im französischsprachigen Unterwallis wird das Gericht le choléra genannt.

## Zutaten und Zubereitung
Die Cholera wird je nach Region und persönlichen Vorlieben unterschiedlich zubereitet. In den meisten Rezepten kommen die folgenden Zutaten vor: Mürbeteig oder Blätterteig und die Füllung aus Lauch, Kartoffeln, Käse und Äpfeln. In den verschiedenen Varianten sind auch Zwiebeln und andere Gemüse, Birnen, Speck und Rohschinken vertreten.
Der Teig wird etwa 2 mm dick ausgewallt und in eine Backform gelegt. Der Teigrand, der über die Backform hinausragt, wird nach dem Füllen der Form über die Füllung gelegt. Andere Rezepte enthalten ein separates Stück ausgewallten Teiges, das wie ein Deckel zum luftdichten Verschliessen der gefüllten Backform verwendet wird. Die Backzeit dauert je nach Rezept etwa 40–60 Minuten bei ca. 200 °C.

## Herkunft des Wortes
Eine volksetymologische Erklärung lautet, während der Cholera-Epidemie um 1830 hätten die Walliser wegen der Ansteckungsgefahr das Haus nicht mehr verlassen und eine Mahlzeit zubereitet, deren Zutaten zu jener Zeit üblicherweise in der Speisekammer und im eigenen Garten vorrätig waren.
Wahrscheinlicher ist jedoch eine Verwandtschaft mit «Kohle», walliserdeutsch Chola oder Cholu. Die Worterklärung, dass die Pfanne mit der Cholera zum Backen «in die Kohle gelegt» wurde, stösst allerdings in sprachwissenschaftlicher Sicht auf Schwierigkeiten, weil das aus frühalthochdeutsch -arja entstandene schweizerdeutsche denominative Suffix -ere – von den weiblichen Personenbezeichnungen abgesehen – in erster Linie zur Bezeichnung von Örtlichkeiten dient, an denen etwas gehäuft auftritt. Tatsächlich ist Cholära im Wallis auch ein Begriff für den «offenen Vorraum im Backhaus, wo die Kohlen in einer Grube vor der Ofentür gesammelt wurden». Im Fall von Cholera als Bezeichnung eines mithilfe von Kohle gebackenen Gerichts wäre daher am ehesten an eine sekundäre Übertragung auf die Speise zu denken.